# Danny Worsnop

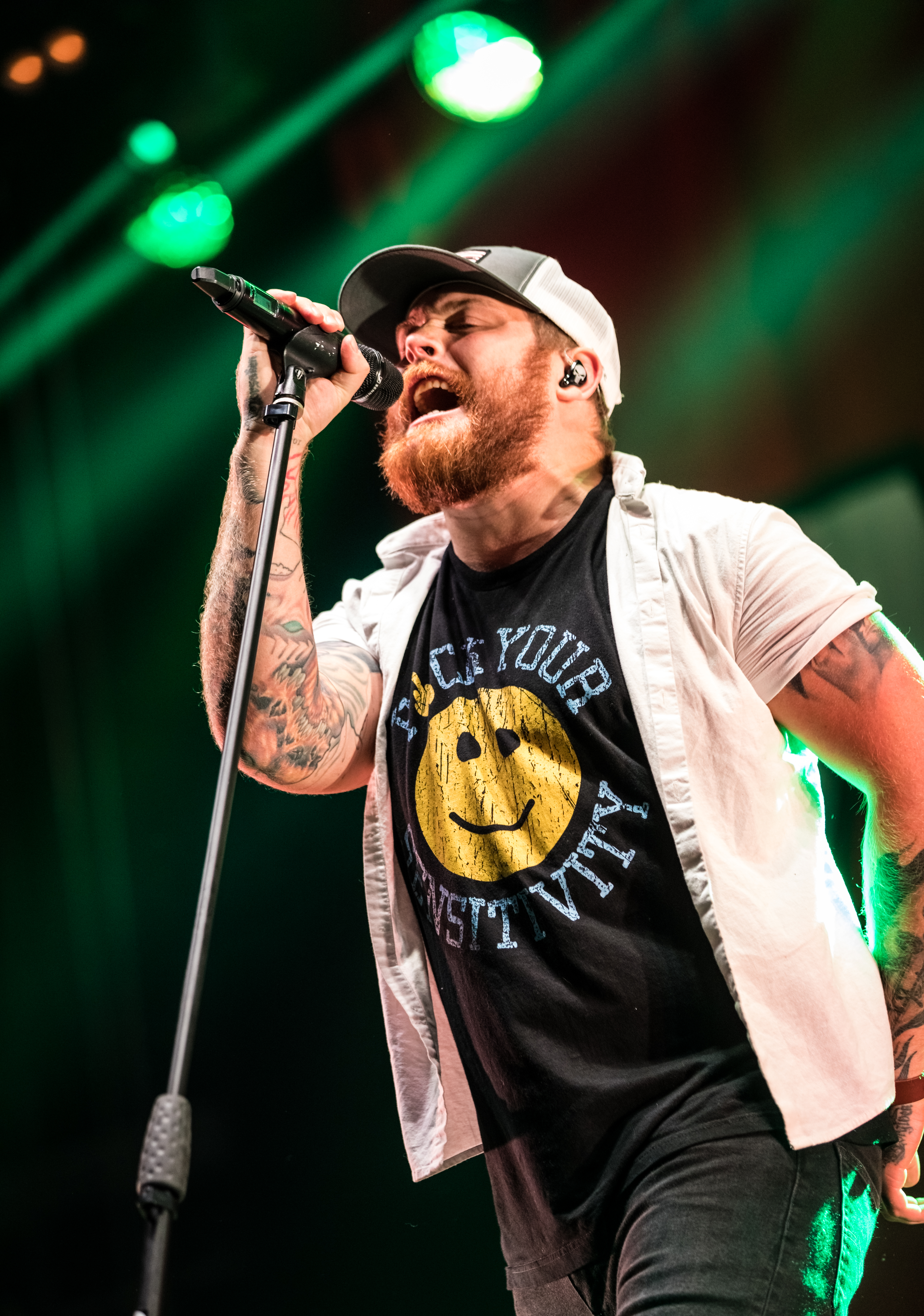
Worsnop mit Asking Alexandria live bei Rock am Ring 2018

Daniel „Danny“ Robert Worsnop (* 4. September 1990 in Beverley, England) ist ein britischer Rockmusiker. Er ist Frontsänger und Songwriter der Rockband Asking Alexandria. Zudem gründete er 2011 das Projekt Harlot und veröffentlichte 2017 über Earache Records sein erstes Soloalbum.

## Leben
Daniel Robert Worsnop wurde am 4. September 1990 in dem britischen Ort Beverley, East Yorkshire geboren. Während seiner Zeit in der Grundschule wurde er von seinen Mitschülern gemobbt. Nachdem er seinen Abschluss am College gemacht hatte, gründete er mit Ben Bruce, den er in Nottingham kennengelernt hatte, die Band Asking Alexandria. Zu diesem Zeitpunkt war er 17 Jahre alt.
Er war einige Zeit lang drogenabhängig und hatte ein Alkoholproblem. Während eines Konzertes am 1. April 2011 in Seattle war er betrunken aufgetreten und musste von den übrigen Musikern von der Bühne getragen werden. Ein Zuschauer wurde prompt als Sänger auf die Bühne geholt. Die Gruppe versprach den Fans eine Neuanlegung der Show. Worsnop wurde in eine Entzugsklinik gebracht. Er entschuldigte sich via Twitter bei den Fans für dieses Vorkommnis.
Er lebt in Jacksonville, Florida mit seiner Verlobten, Victoria Potter. Das Paar hatte sich Anfang 2018 kennengelernt. Am 5. August 2018 machte Worsnop ihr einen Antrag während eines Konzertes in Columbus, Ohio. Er arbeitet an seiner Autobiographie, die Am I Insane? heißen wird. Die ersten Seiten des Buches wurden vorab auf der Webseite des Magazines Alternative Press vorgestellt. Er hat eine jüngere Schwester, die mit den Eltern in Gilberdyke lebt.

## Karriere

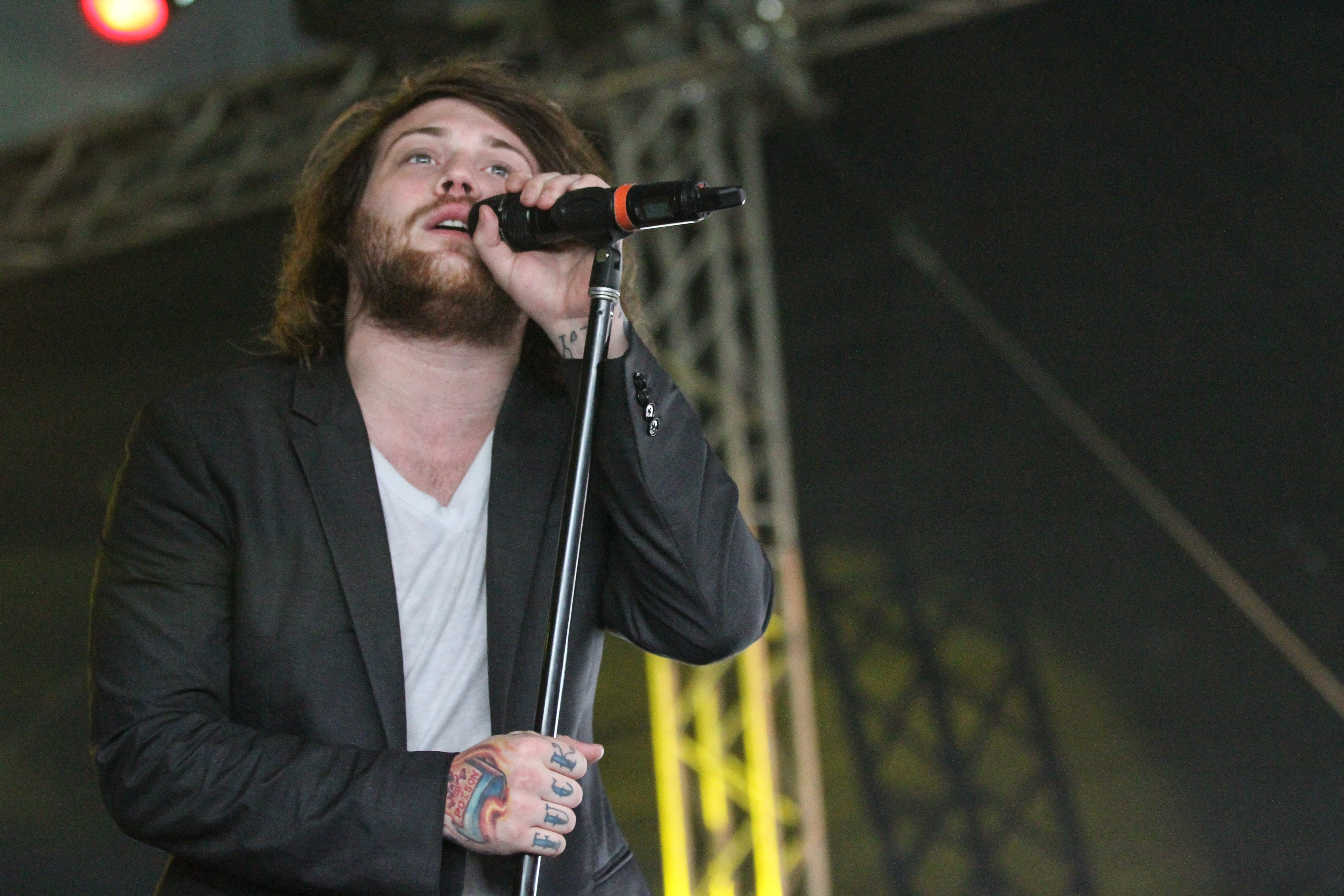
Danny Worsnop mit Asking Alexandria auf dem With Full Force 2013

### Asking Alexandria
Danny Worsnop ist eines der Gründungsmitglieder der britischen Band Asking Alexandria. Gitarrist Ben Bruce startete im Jahr 2003 in Dubai, Vereinigte Arabische Emirate eine gleichnamige Band, löste diese jedoch 2007 auf um ein Jahr später die heute weltweit bekannte Band im Vereinigten Königreich neu zu gründen.
Danny Worsnop nahm mit der Gruppe zwei EPs, Life Gone Wild (2010) und Under the Influence: A Tribute to the Legends of Hard Rock (2012), sowie vier Alben, Stand Up and Scream (2009), Reckless & Relentless (2011), Stepped Up and Scratched (2011) und From Death to Destiny (2013) auf. Die ersten beiden Alben erreichten Charteinstiege in den USA. Reckless & Relentless stieg zudem in Australien und im Vereinigten Königreich in die Charts ein.
Mit der Band tourte bereits unter anderem mit A Static Lullaby, We Came as Romans, Motionless in White, While She Sleeps und Alesana. Er spielte auf Konzerten in Nordamerika, Europa, Südamerika, Asien und in Australien.
Ende Dezember spielte Worsnop als einer der Gastsänger auf der Ending is the Beginning, der Memorial-Show für den am 1. November 2012 verstorbenen Mitch Lucker von Suicide Silence. Außerdem traten unter anderem Randy Blythe, Austin Carlile, Tim Lambesis und Ricky Hoover auf. Im Januar 2015 gab die Gruppe bekannt, sich von Worsnop getrennt zu haben, weil dieser sich mehr auf seine andere Band konzentrieren wolle. Im Oktober 2016 wurde die Rückkehr von Worsnop zur Band bekannt gegeben.

### We Are Harlot
Bereits im Jahr 2011 gründete er mit Jeff George (ehemalig bei Sebastian Bach aktiv) das Projekt Harlot. Allerdings wurde die erste Single, Denial, erst drei Jahre später auf digitaler Ebene veröffentlicht. Das Debütalbum sollte ursprünglich im Laufe des Jahres 2014 über Roadrunner Records erscheinen. Allerdings erscheint das Debütalbum erst am 27. März 2015. Das erste Konzert der Gruppe fand auf dem Rock on the Range in Chicago statt. Nur eine Woche später wurde die Band als Ersatz für Trivium für das Rocklahoma bestätigt.

### Solomusiker
Als Solomusiker veröffentlichte Worsnop bisher die Single Savior über Youtube. Mit seinem Studioprojekt, das Harlot heißt, soll er 2013 das Debütalbum aufnehmen, welches Home heißen sollte. Das Album ist allerdings nicht fertig geworden. In einem Interview mit Artisan News auf Youtube, sagte er, dass er hoffe, das Album spätestens Ostern 2014 veröffentlichen zu können. Worsnop veröffentlichte im Februar des Jahres 2016 ein Statement, in dem er das Cover des Albums präsentierte. Demnach heißt das Album The Long Road Home. Zu diesem Zeitpunkt suchte er nach einer Plattenfirma, die bereit ist, das Album zu veröffentlichen.

### Gastmusiker
Worsnop war bereits mehrfach Gastmusiker bei anderen Bands. So nahm er für die EP Wake the Dead der britischen Band With One Last Breath – Gründer ist der ehemalige Asking Alexandria-Bassist Joe Lancaster – auf. Außerdem ist er bei Memphis May Fire, I See Stars und bei Bizzy Bone zu hören. Außerdem sollte er auch einen Gastmusiker-Part auf dem Debütalbum Trust in Few der Band We Are Defiance haben. Jedoch kam dieser Gastauftritt nicht zustande, da er zu diesem Zeitpunkt mit Asking Alexandria Reckless & Relentless aufnahm. Außerdem ist er in der Single Sellouts von Breathe Carolina zu hören.

## Diskographie
- → siehe: Asking Alexandria
- → siehe: We Are Harlot

### Solo
- 2012: Savior (Single)
- 2017: The Long Road Home (Album, Earache Records)
- 2019: Shades of Blue (Album, Sumerian Records)

### Gastmusiker
- 2010: Wake the Dead (aus der Wake the Dead EP-Version 2010, bei der Neuauflage von Small Town Records nicht dabei) von With One Last Breath
- 2010: Automatic Rewind von Bizzy Bone
- 2012: Endless Sky von I See Stars
- 2012: Losing Sight von Memphis May Fire
- 2014: Sellouts von Breathe Carolina

## Auszeichnungen
- Kerrang! Awards
  - 2012: Tweeter des Jahres, nominiert